# Putsari

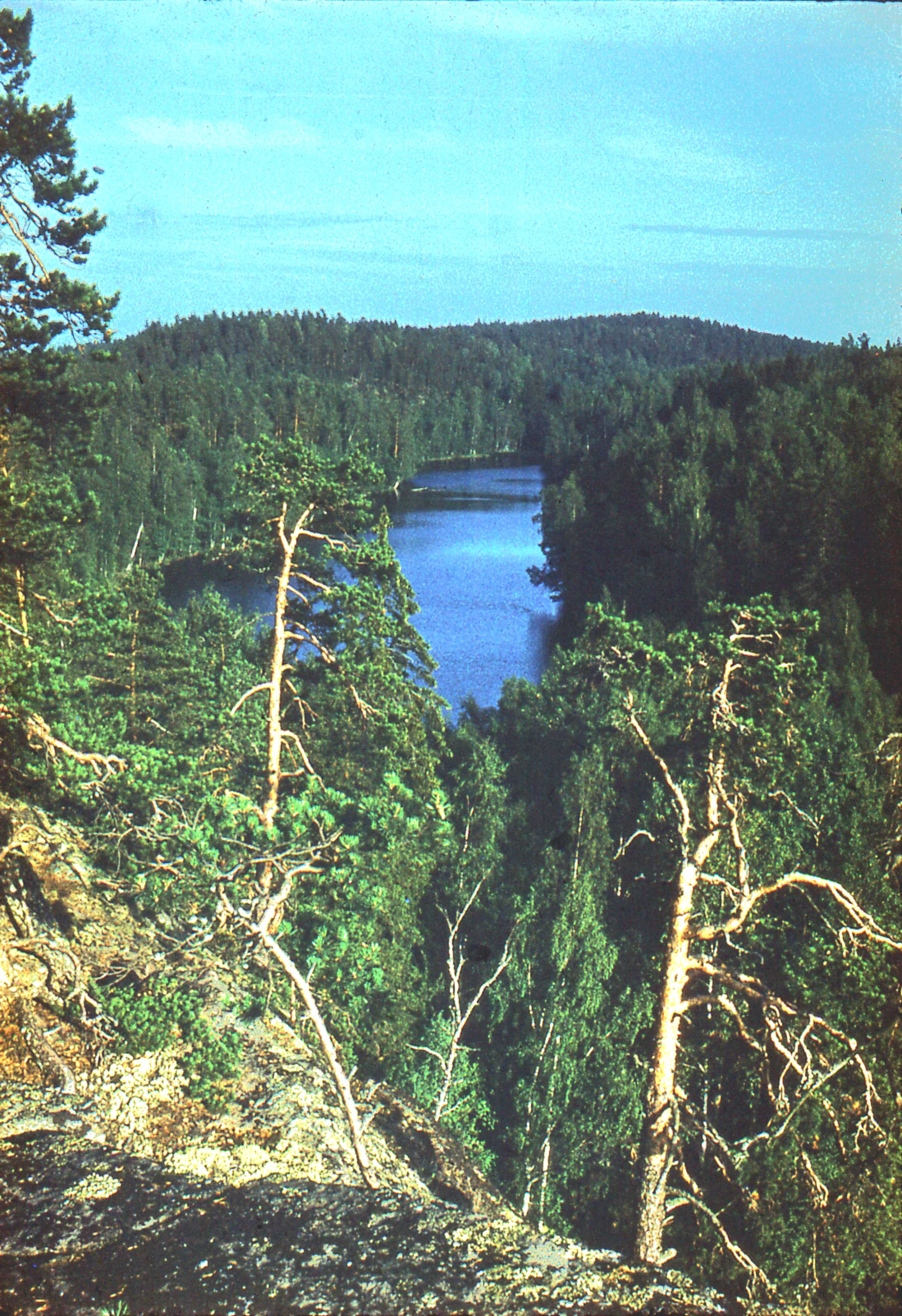
Das Innere der Insel Putsari

Putsari (russisch Путсари, finnisch Putsaari, Putsalo) ist eine kleine Insel im Ladogasee auf russischem Staatsgebiet, die auch als Insel des Heiligen Sergei (острове св. Сергия) bezeichnet wurde. Sie hat als Lokalität einer historischen Werksteingewinnung eine gewisse Bedeutung erlangt.

## Topografie und Geschichte
Die Insel Putsari liegt in einem Archipel des nordwestlichen Teils vom Ladogasee.
Seit dem Jahr 1784 wird Gestein von Putsari in Sankt Petersburg verwendet. Eine der frühesten Anwendungen erfolgte durch  die unvollendet gebliebenen Arbeiten des Antonio Rinaldi im Sockelbereich der Isaakskathedrale.
Der Abt Damaskin hatte 1866 die Insel für das Kloster Walaam erworben und errichtete eine Klause. Man begann gleichzeitig, das dort anstehende Gestein abzubauen. Daraufhin kam es zu einem Streit mit finnischen Stellen, die den Abbau mit den Mitteln eines Gerichtsprozesses zu unterbinden versuchten, in dem der Verkauf der Insel rückgängig gemacht werden sollte. Dieser Streit zog sich bis 1869 hin und wurde durch ein Eingreifen des Zaren Alexander II. beendet. Er hatte als Großfürst von Finnland die Insel in sein Eigentum übernommen und übergab sie darauf an das Kloster. Für einige Bauten des Klosters wurden auf Putsari Bausteine gewonnen.
Auf der Insel befindet sich unweit der größten Bucht, der Laurinlathi-Bucht, eine Backstein-Kirche und im Südbereich der Insel ein Granitkreuz mit der Jahreszahl 1879. Das Kreuz erinnert an die Übergabe der Insel durch den russischen Zaren an das Kloster Walaam.
Am 1. Juni 1902 ging in der Nähe der Insel der Eisenmeteorit (Palassit) Marjalahti (Марьялахти) nieder.
Im Jahr 1941 fand in der Region ein Seegefecht zwischen der 168. Schützendivisionen des Oberst Bondarew und feindlichen Truppen statt.

## Naturwerksteine von Putsari
Das wichtigste Nutzgestein der Insel war der besonders gefragte Granit Putsari (гранит Путсари). Es handelt sich um einen roten Alkaligranit (Mikroklingranit) von mittel- bis grobkörniger Struktur mit trachytischem Gefüge. Er wurde als besonders attraktives Dekorationsgestein in Sankt Petersburg für repräsentative Zwecke eingesetzt.

Die Gewinnung des Granits war sehr aufwendig, weil die Rohblöcke von einem Steinbruch im Innern der Insel zu einer Verladestation an ihrer Küste transportiert werden mussten, um von dort mit dem Schiff zum Bestimmungsort zu gelangen.
Ferner wurde auf dieser Insel auch ein grauer und grau-rosafarbener Naturwerkstein gebrochen. Es handelt sich dabei um einen Granit und um einen Granodiorit (Sorte Riauniemi/ Ряуниеми).

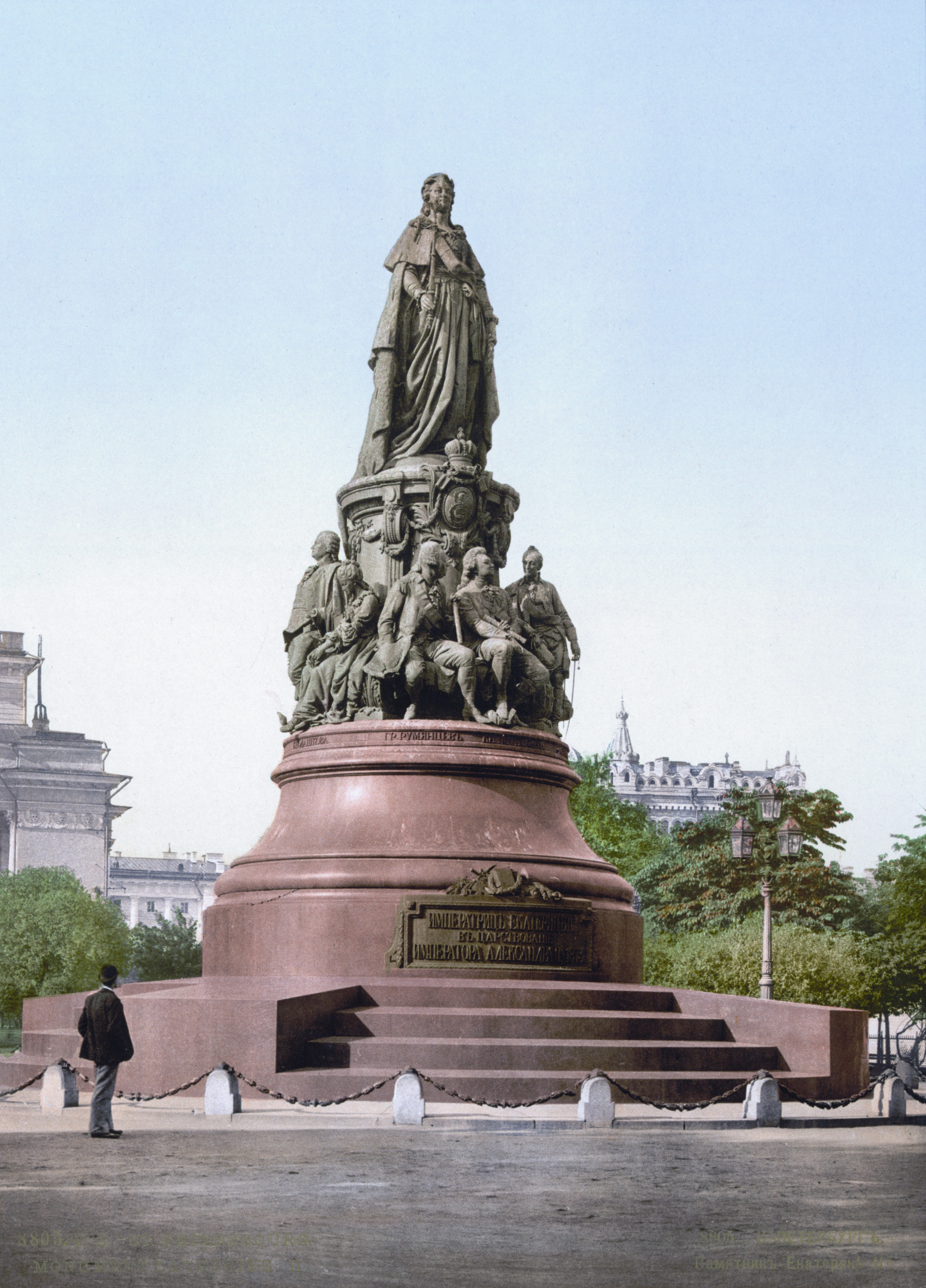
Denkmal Katharina II. auf dem Newski-Prospekt (errichtet 1873, Gestaltung Michail Ossipowitsch Mikeschin)

Der gesamte Archipel besteht aus Gesteinen, deren Alter man auf etwa 1,8 Milliarden Jahre einstuft. Es handelt sich dabei um ein Intrusivkomplex mit Gabbros und Diabasen sowie aus Gesteinen vom syenitisch-dioritischen Typ. Man spricht für diese Region vom Walaamski Granit (валаамский гранит), der aber mit der Insel im geologischen Sinne nicht in Verbindung steht, sondern seinen Namen durch die wirtschaftlichen Aktivitäten des Klosters mit den Gesteinen erhalten hat. Gewonnen wurde das Gestein in Steinbrüchen auf Putsari und Mantinsaari, in der Nähe der Siedlungen Ljaskelja und Pitkjaranty.

## Anwendungsbeispiele des Granits
- Postament des Denkmals von Katharina II. in Sankt Petersburg
- Sockel der dritten Isaakskathedrale in Sankt Petersburg